# Encompass
Encompass (сокр. от англ. Enterprise Computing Association) — сообщество пользователей компьютеров из числа коммерческих клиентов Hewlett-Packard. История Encompass начинается с сообщества DECUS, основанного в 1961 году для клиентов компании DEC, которая в 1998 году была куплена Compaq. Их американские отделения и были объединены в Encompass U.S.
В 2002 году HP объединилась с Compaq, а Encompass продолжила свою работу уже в качестве сообщества пользователей HP, предназначенного для коммерческих пользователей аппаратного и программного обеспечения и услуг HP.
Миссия Encompass заключается в поддержании обмена технической информацией среди её членов и между членами сообщества и HP.
Encompass было партнёром сначала Compaq, а затем и HP на национальных технических конференциях в США:
- CETS 2001 (Compaq Enterprise Technical Symposium), 10-14 сентября, 2001 года, Анахайм, Калифорния
- HP-ETS 2002 (HP Enterprise Technical Symposium), 7-11 октября 2002 года, Сент-Луис, Миссури
- HP World 2003: 11-15 августа 2003 года, Атланта, Джорджия, в сотрудничестве с Interex
- HP World 2004: 16-20 августа 2004 года, Чикаго, Иллинойс, в сотрудничестве с Interex
- HP Technology Forum 2005: 17-20 октября 2005 года, Орландо, Флорида, в сотрудничестве с группой пользователей OpenView Forum International
- HP Technology Forum 2006: 17-21 сентября 2006 года, Хьюстон, Техас, в сотрудничестве с ITUG и OpenView Forum International
- HP Technology Forum & Expo 2007: 17-21 июня 2007 года, Лас-Вегас, Невада, в сотрудничестве с ITUG

Encompass также имеет множество локальных групп пользователей по всей территории США и специальные группы по различным тематикам.
Encompass выпускает вебкасты, проводит локальные семинары и другие мероприятия.
Encompass руководит семинаром перед конференцией и торговой выставкой на HP Technology Forum & Expo.
Отделения Encompass за пределами США:
- Encompass Канада
- Encompass Новая Зеландия
- Encompass Австралия